# 46ste Oscaruitreiking
De 46ste Oscaruitreiking, waarbij prijzen worden uitgereikt aan de beste prestaties in films in 1973, vond plaats op 2 april 1974 in het Dorothy Chandler Pavilion in Los Angeles, California. De ceremonie werd gepresenteerd door John Huston, Diana Ross, Burt Reynolds en David Niven.
De grote winnaar van de 46ste Oscaruitreiking was The Sting, met in totaal 10 nominaties en 7 Oscars.

## Winnaars

### Films
| Categorie               | Winnaar                   | Regie             |
| ----------------------- | ------------------------- | ----------------- |
| Beste Film              | The Sting                 | George Roy Hill   |
| Beste Buitenlandse Film | La Nuit américaine        | François Truffaut |
| Beste Documentaire      | The Great American Cowboy | Kieth Merrill     |

### Acteurs
| Categorie                  | Winnaar        | Film             |
| -------------------------- | -------------- | ---------------- |
| Beste Mannelijke Hoofdrol  | Jack Lemmon    | Save the Tiger   |
| Beste Vrouwelijke Hoofdrol | Glenda Jackson | A Touch of Class |
| Beste Mannelijke Bijrol    | John Houseman  | The Paper Chase  |
| Beste Vrouwelijke Bijrol   | Tatum O'Neal   | Paper Moon       |

### Regie
| Categorie       | Winnaar         | Film      |
| --------------- | --------------- | --------- |
| Beste Regisseur | George Roy Hill | The Sting |

### Scenario
| Categorie                | Winnaar              | Film         |
| ------------------------ | -------------------- | ------------ |
| Beste Origineel Scenario | David S. Ward        | The Sting    |
| Beste Bewerkt Scenario   | William Peter Blatty | The Exorcist |

### Speciale prijzen
| Categorie                         | Winnaar                        |
| --------------------------------- | ------------------------------ |
| Honorary Award                    | Henri Langlois en Groucho Marx |
| Irving G. Thalberg Memorial Award | Lawrence Weingarten            |
| Jean Hersholt Humanitarian Award  | Lew Wasserman                  |